# Sandrain
Der Sandrain ist ein statistischer Bezirk im Stadtteil III Mattenhof-Weissenbühl im Süden von Bern. Er grenzt im Osten an das Kirchenfeld-Quartier, welches via Schönausteg über die Aare erreicht werden kann. Im Norden grenzt es an die Altstadt und im Westen an das Weissenbühl und das Monbijou-Quartier sowie. Im Süden befindet sich die Gemeindegrenze zum Könizer Ortsteil Wabern.
Im Jahr 2022 wurden 4230 Einwohner angegeben, davon 3336 Schweizer und 894 Ausländer.
Der offizielle Quartierverein «Quartiermitwirkung Stadtteil 3» (QM3) nennt dieses Quartier Sandrain-Marzili.
Der nördliche Teil wird durch die Bernmobil-Linie 30 erschlossen. Die Hauptverkehrsachsen sind die Marzilistrasse und die Sandrainstrasse. Die beiden Aarebrücken, die das Quartier mit dem gegenüberliegenden Ufer verbinden, heissen Dalmazibrücke und Schönausteg.

## Geschichte
Das Quartier umfasst die Vannazhalde, das ehemalige Sumpfgebiet Marzilimoos mit den Armen des Sulgenbaches, den alten Badweiher an der heutigen Weihergasse, die heute ebenfalls zugeschüttete Kleine Aare und die Marziliinsel (heute Marzilibad), die Lindenau sowie die Geländeterrasse Schönau. Die Mündungsarme des Sulgenbaches liessen hier schon im 14. Jahrhundert Gewerbebetriebe entstehen. 1822 wurden hier das erste Freibad der Schweiz und 1841 bis 1844 das erste Gaswerk der Schweiz errichtet. Als Quartier bebaut wird die Gegend seit den späten 1860er-Jahren. 1871 bis 1872 wurde die Dalmazibrücke gebaut, was den Übergang ins Dalmazi (Kirchenfeld) ermöglichte, 1885 wurde die Marzilibahn eröffnet, Europas kürzeste öffentliche Standseilbahn, was den Aufstieg zur Stadt erleichterte.

## Kultur und Freizeit
In Bern ist das Quartier vor allem wegen der beiden Jugendzentren Gaskessel und Dampfzentrale bekannt sowie wegen seiner schönen Promenade entlang der Aare. Seit 2012 hat das Lichtspiel / Kinemathek Bern seinen Standort neben der Dampfzentrale. Vormals hat sich der Fachbereich Theater der Hochschule der Künste Bern im Sandrain befunden, wo regelmässig Veranstaltungen unter der Reihe «8nach8» gelaufen sind.

## Bilder

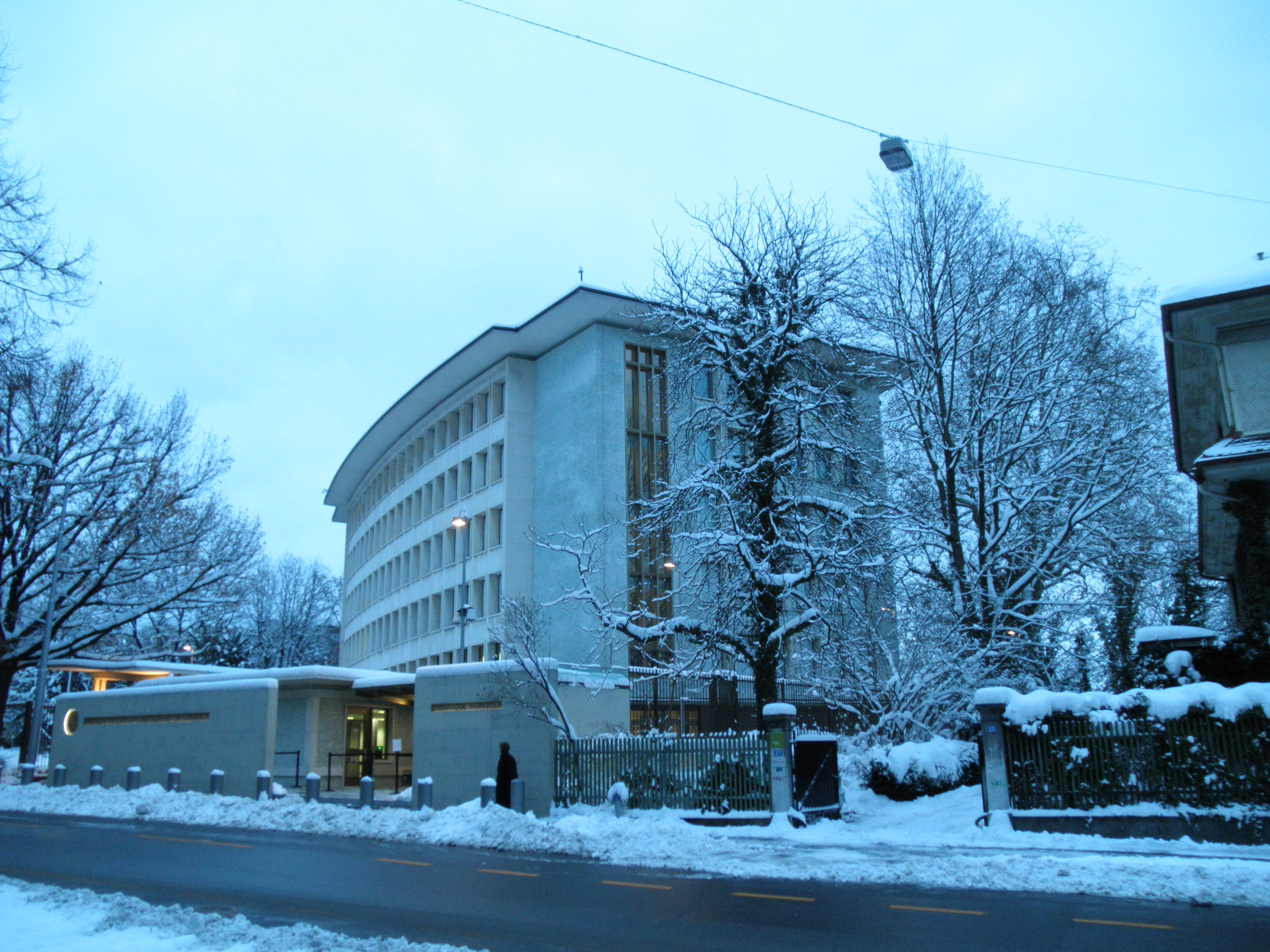
US-Botschaft im Sandrain an der Sulgeneckstrasse 19
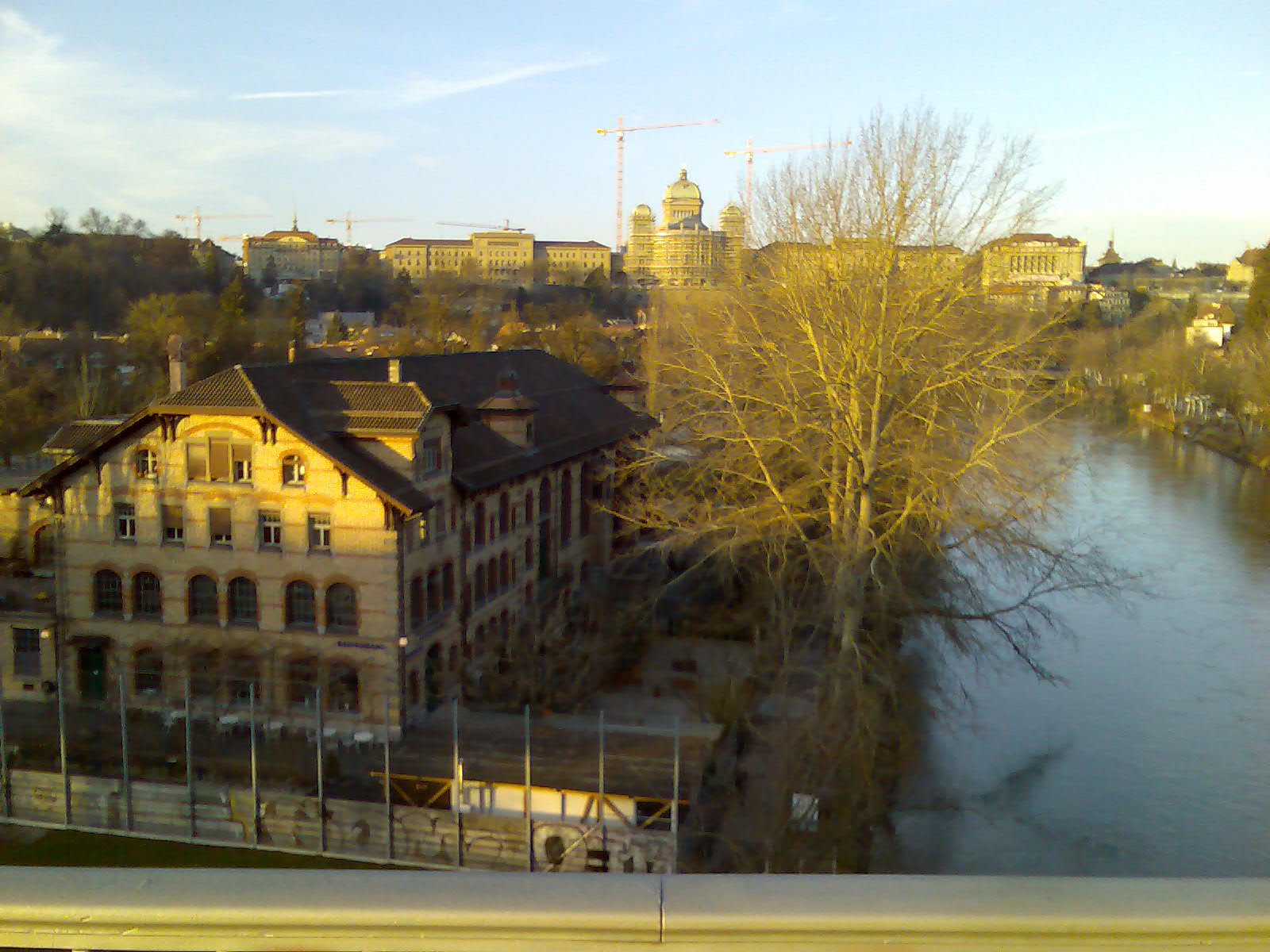
Dampfzentrale Bern und Aareblick
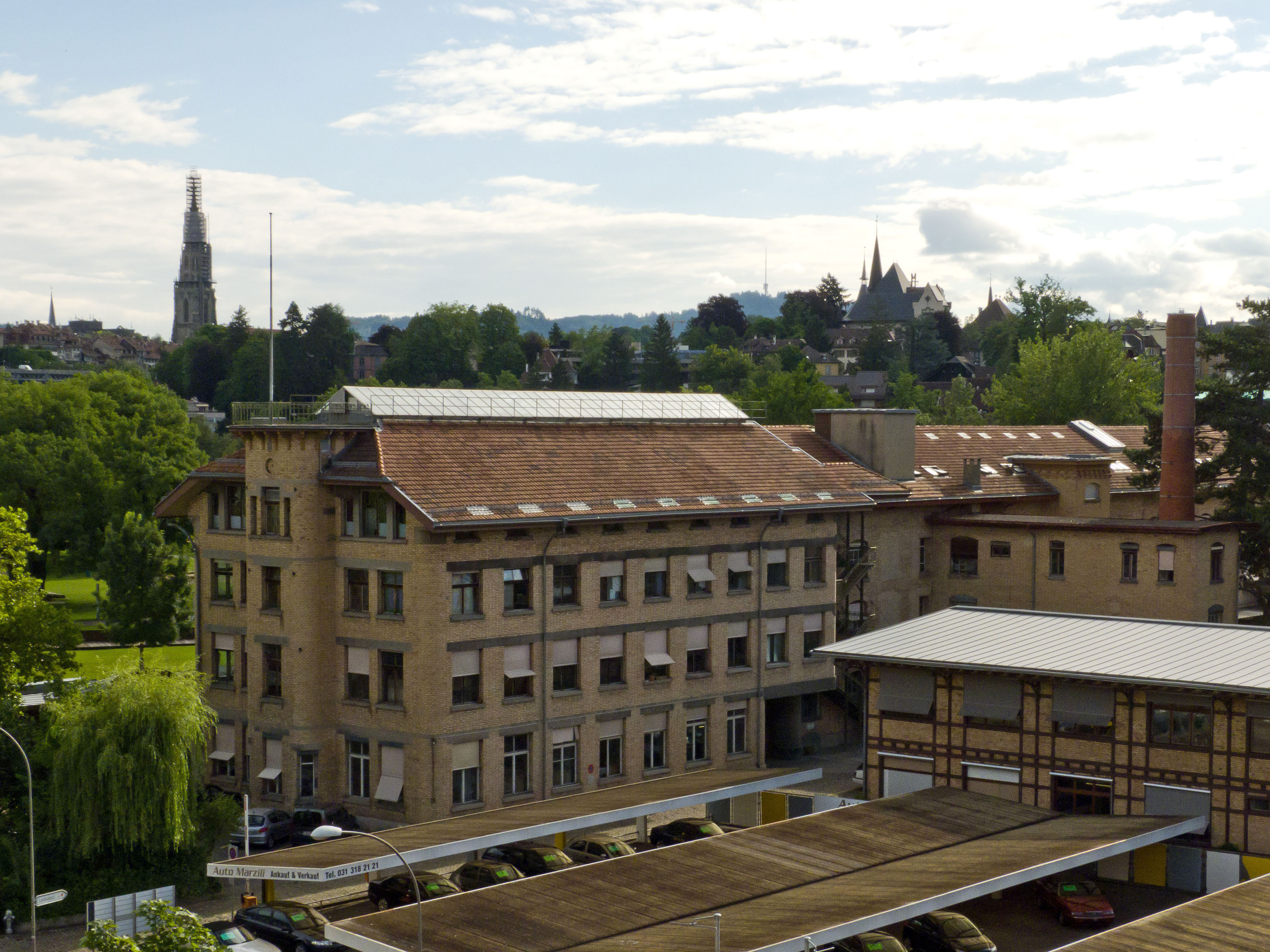
Im obersten Stock befindet sich das Lichtspiel
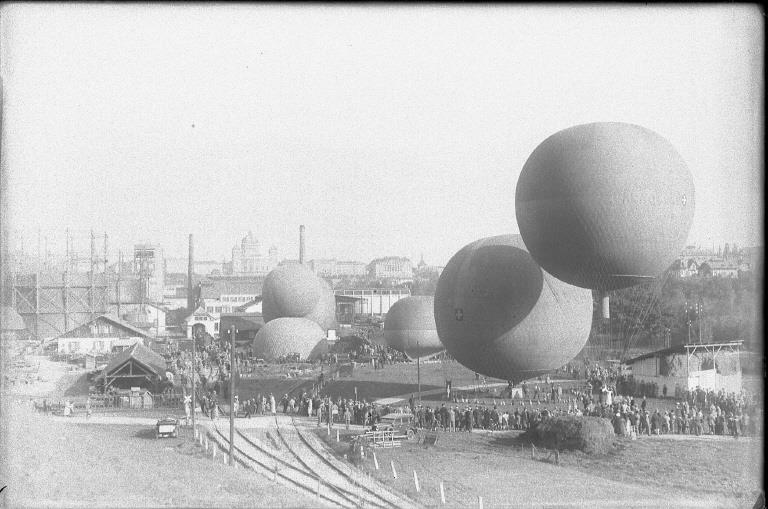
Ballone beim Start beim Gaswerk (1929)